# St. Clemens (Telgte)

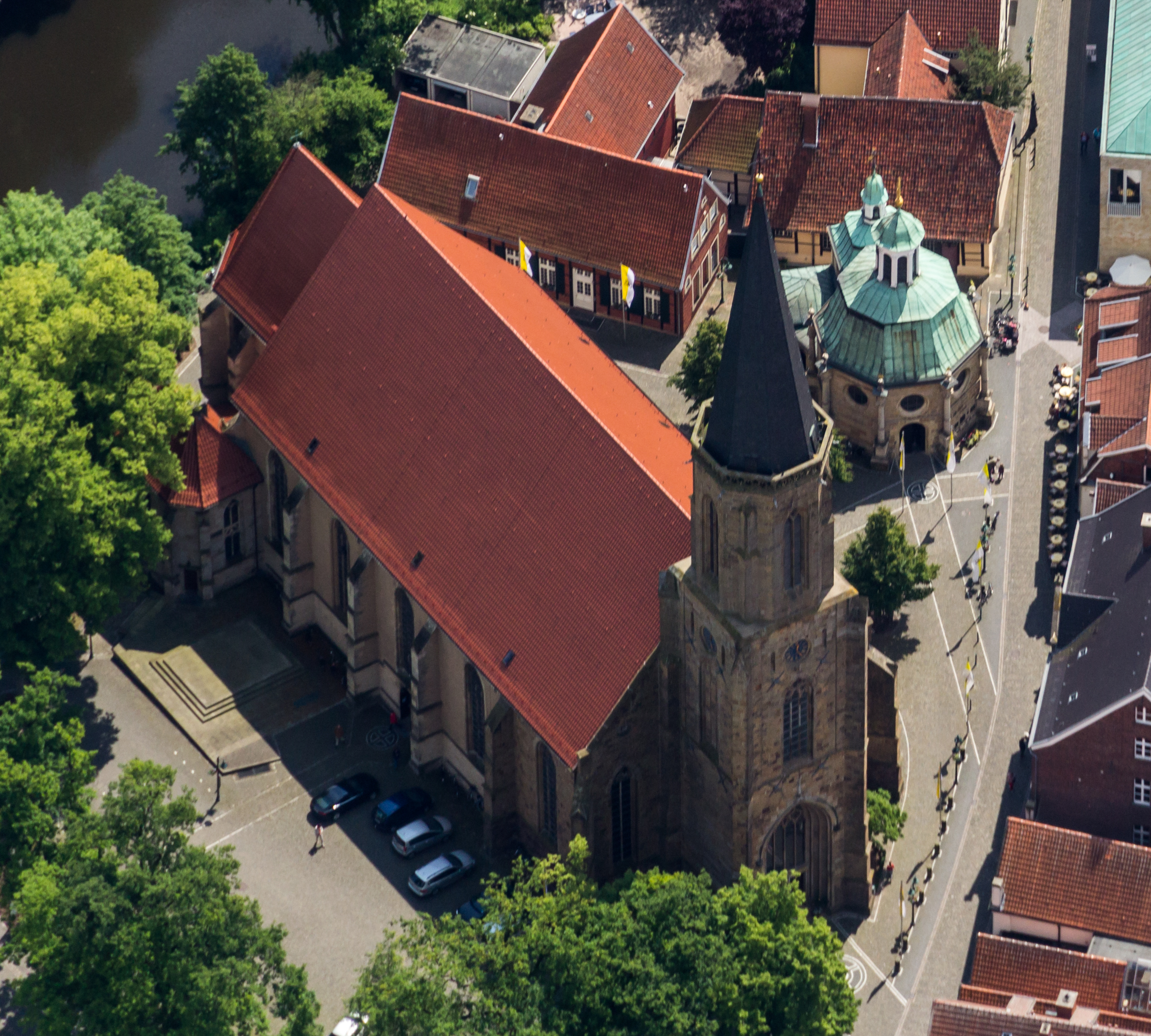
St.-Clemens-Kirche (Luftbild); oben rechts die Gnadenkapelle

Die katholische Propsteikirche St. Clemens ist ein denkmalgeschütztes Kirchengebäude der Pfarrei St. Marien in Telgte, einer Stadt im Kreis Warendorf in Nordrhein-Westfalen.

## Geschichte und Architektur
Die Urpfarrei aus der Zeit um 800 wurde erstmals von 1169 bis 1173 urkundlich erwähnt. Nach einem Stadtbrand um 1500 wurde die Kirche auf den Platz der ehemals landesherrlichen Flozenzburg verlegt. Unmittelbar an der Ems wurde 1522 nach einer Inschrift am Südportal begonnen. Der Außenbau wurde 1526 vollendet und ein Chorgewölbe 1555 erneuert. Die Einwölbung des Langhauses fand 1557 statt. Das Gebäude ist eine weitläufige Hallenkirche von ursprünglich vier Jochen mit schmalen Seitenschiffen. Der Chor hat einen 5/8-Schluss. Die Rundpfeiler sind an den Kapitellen mit Blattkränzen geschmückt. Das Fischblasenmaßwerk an den Fenstern wurde weitgehend erneuert. Eine Sakristei ist seit 1868 angebaut und der Kirchenbau nach Westen um ein Joch erweitert. Im Jahr 2004 wurden die Gewölbe im Chor und Langhaus neu gestaltet.

## Ausstattung
- Eine steinerne Madonna mit Apfel von 1450
- Eine Mondsichelmadonna aus Holz von 1700
- Ein Prunkkelch, bezeichnet 1710[1]

### Orgel

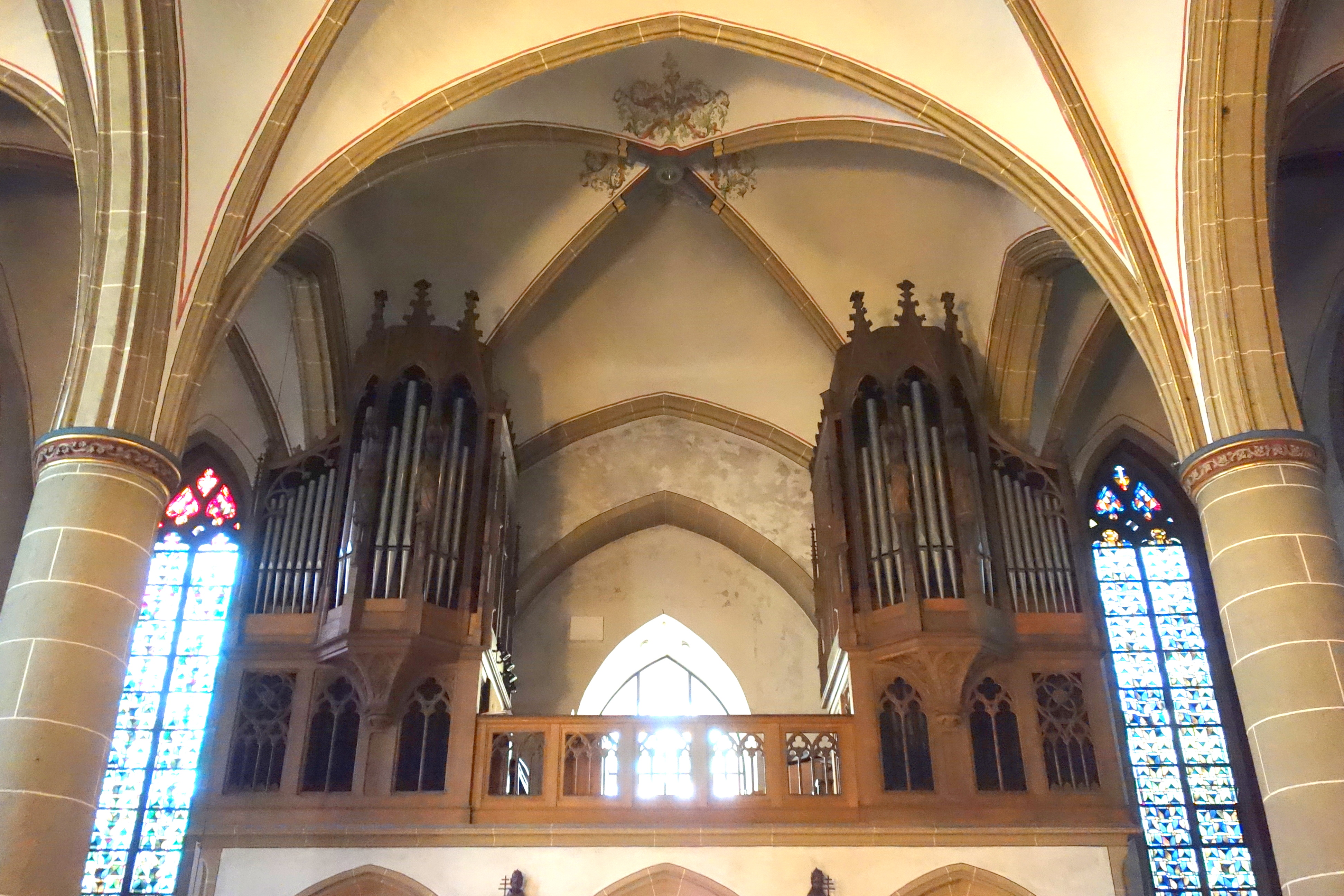
Blick zur Orgel

Die Orgel auf der Westempore wurde in den Jahren 1871 und 1872 von dem Orgelbauer Caspar Horstenke (Telgte) erbaut und 1974 von der Orgelbaufirma Breil (Dorsten) erweitert. Das Schleifladen-Instrument hat heute 45 Register (ca. 3.600 Pfeifen) auf drei Manualwerken und Pedal.
| I Hauptwerk C–f3 |     |
| Bourdon          | 16′ |
| Prinzipal        | 8′  |
| Gemshorn         | 8′  |
| Hohlflöte        | 8′  |
| Oktave           | 4′  |
| Rohrflöte        | 4′  |
| Oktave           | 2′  |
| Cornett III      |     |
| Mixtur V         | 2′  |
| Zimbel III       | 1′  |
| Trompete         | 16′ |
| Trompete         | 8′  |

| II Schwellwerk C–f3 |        |
| Holzflöte           | 8′     |
| Gedeckt             | 8′     |
| Viola da Gamba      | 8′     |
| Oktave              | 4′     |
| Traversflöte        | 4′     |
| Quintflöte          | 2 ⁄3′  |
| Flageolett          | 2′     |
| Terz                | 1 3⁄5′ |
| Quinte              | 1 ⁄3′  |
| Mixtur III-IV       | 2′     |
| Zimbel III          | 1′     |
| Basson              | 16′    |
| Trompete            | 8′     |
| Tremulant           |        |

| III Positiv C–f3 |       |
| Gedeckt          | 8′    |
| Prinzipal        | 4′    |
| Blockflöte       | 4′    |
| Waldflöte        | 2′    |
| Nasat            | 1 ⁄3′ |
| Oktave           | 1′    |
| Sesquialtera II  |       |
| Scharff V        |       |
| Dulcian          | 16′   |
| Hautbois         | 8′    |
| Tremulant        |       |

| Pedalwerk C–f1 |     |
| Prinzipal      | 16′ |
| Subbass        | 16′ |
| Oktavbass      | 8′  |
| Gedecktbass    | 8′  |
| Choralbass     | 4′  |
| Nachthorn      | 2′  |
| Mixtur V       | 2′  |
| Posaune        | 16′ |
| Trompete       | 8′  |
| Trompete       | 4′  |

- Koppeln: II/I, III/I, III/II, I/P, II/P, III/P

### Glocken
Der Turm trägt ein vierstimmiges Bronze-Glockengeläut:
- I. St. Clemens und Sylvester, Ton cis′, gegossen 1769 von Michael Stocky.
- II. Hl. Maria, Ton d′, gegossen 1769 von Michael Stocky.
- III. St. Raphael, Ton e′, gegossen 1964 von Feldmann & Marschel in Münster.
- IV. St. Joseph, Ton fis′, gegossen 1976 von Petit & Edelbrock in Gescher